# Giancarlo De Carlo

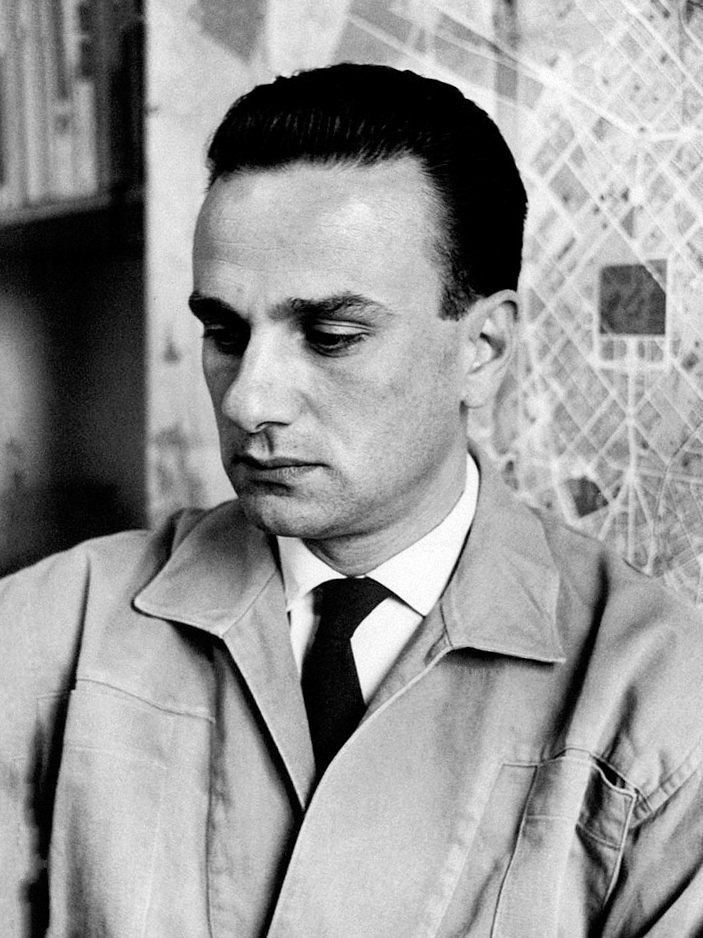
Giancarlo De Carlo (1950er Jahre)

Giancarlo De Carlo (* 12. Dezember 1919 in Genua; † 4. Juni 2005 in Mailand) war ein italienischer Architekt und Universitätsprofessor. Er war einer der wichtigsten Vertreter der Nachkriegsarchitektur in Italien.

## Werdegang
Giancarlo De Carlo studierte Architektur am IUAV Istituto Universitario di Architettura di Venezia und am Politecnico di Milano. Seit 1950 hatte er ein eigenes Atelier in Mailand. De Carlo war Mitglied des CIAM (Congrès International d’Architecture Moderne) und des Team X. 
De Carlo war seit den 1950er Jahren Lehrstuhlinhaber an der Universität Venedig und als Städtebauer auch politisch sehr aktiv. Neben seiner Tätigkeit als Herausgeber der Architekturzeitschrift „Spazio e Societa“ engagierte er sich bei „International Laboratory of Architecture and Urban Design (ILAUD)“ sowie an der International Academy of Architecture (IAA) in Sofia.
Der Campus der Universität Urbino begleitete sein Werk von 1962 bis 1983.

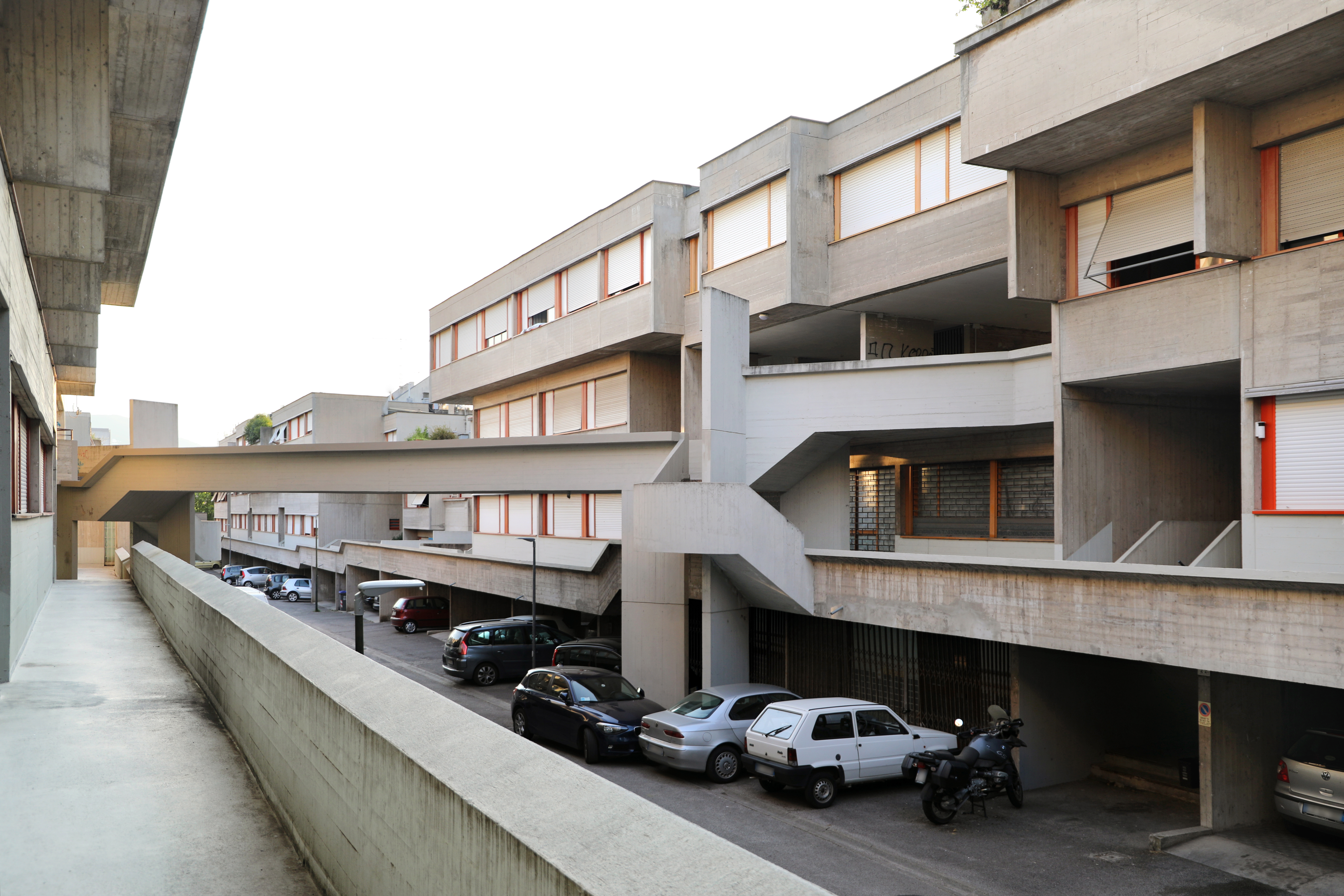
Arbeitersiedlung Villaggio Matteotti, Terni

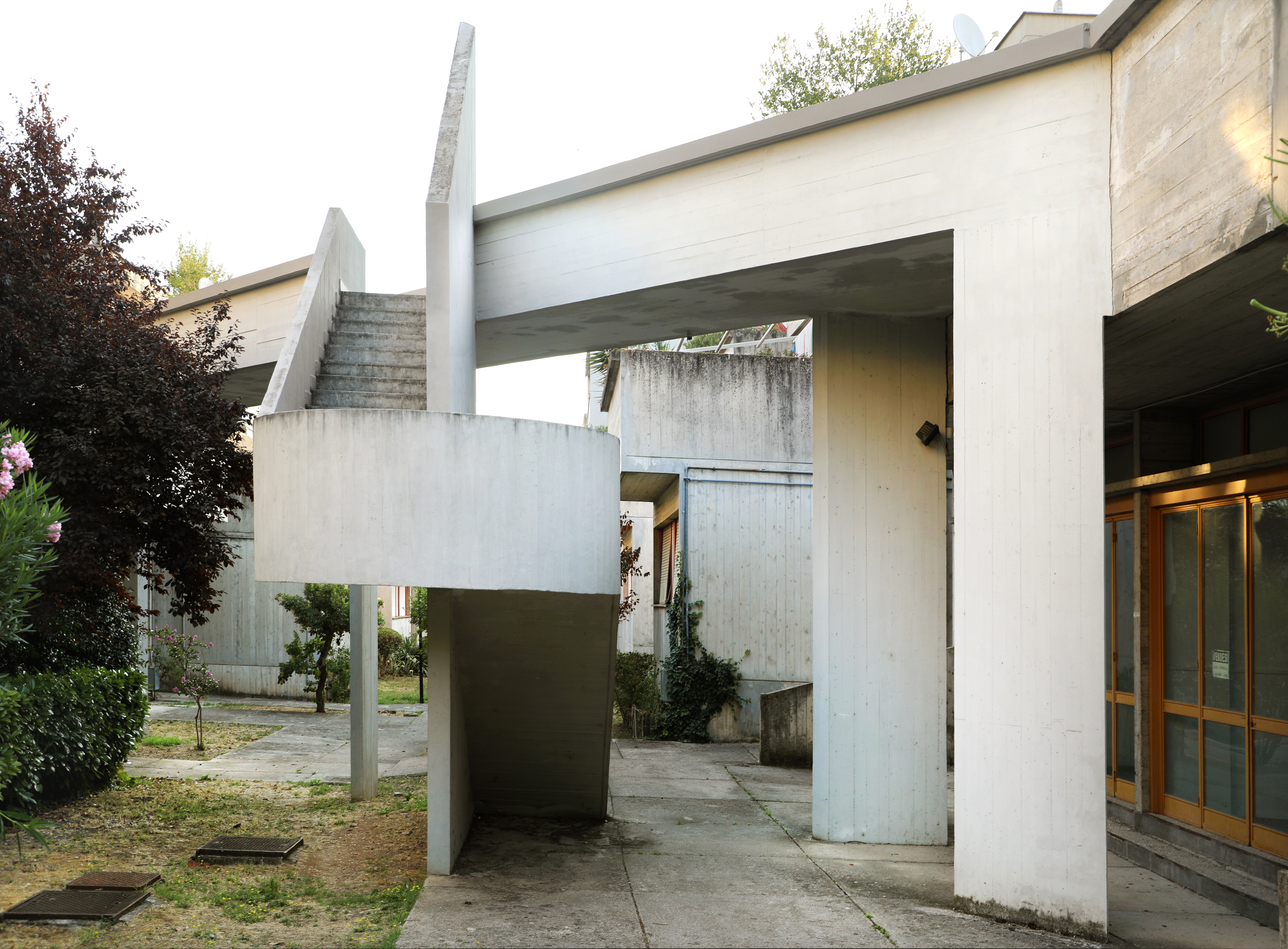
Arbeitersiedlung Villaggio Matteotti, Terni

## Bauten

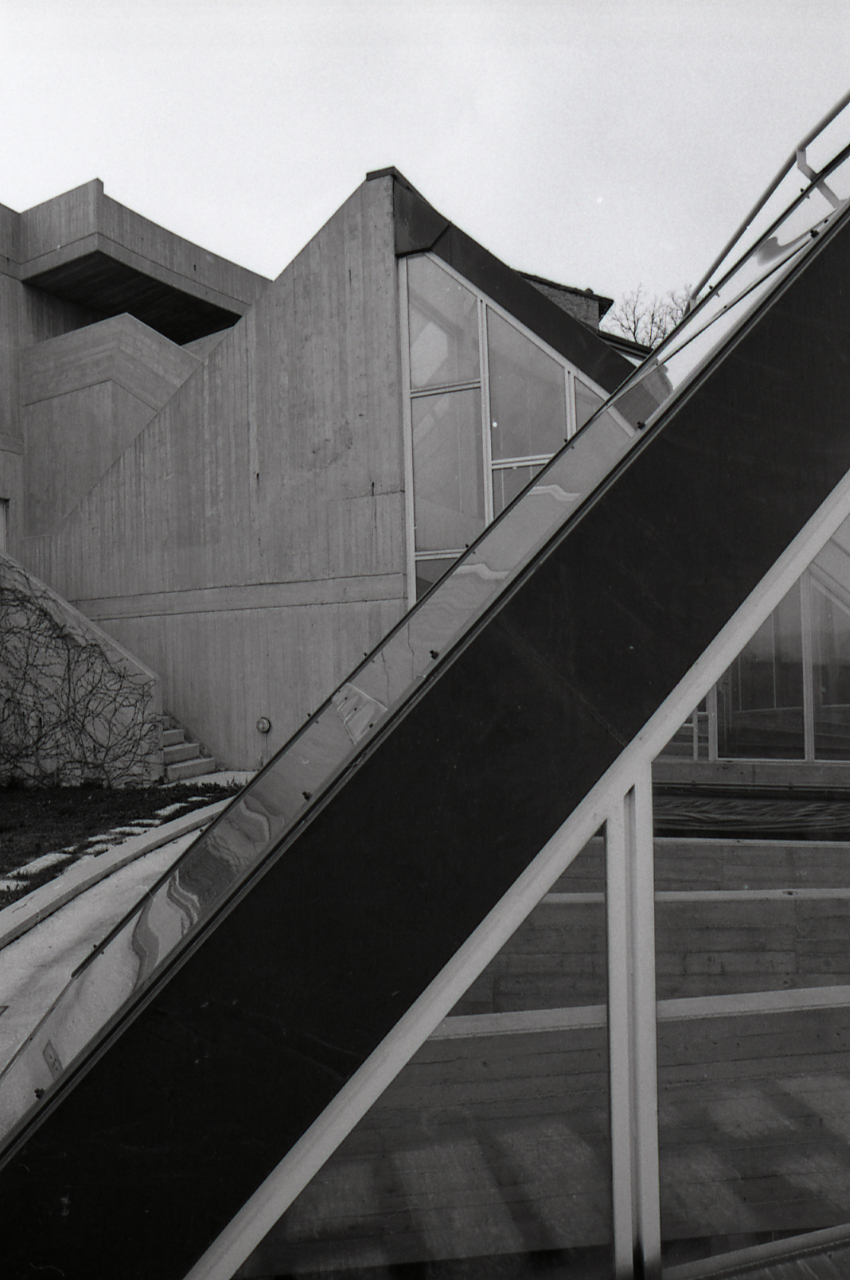
Facoltà di Magistero, Urbino. Foto von Paolo Monti, 1982.

- 1962–1966: Studentendorf bei Urbino (Bauen als Architektur, die sich den örtlichen und sozialen Gegebenheiten anpasst)
- 1970–1975: Arbeitersiedlung Villaggio Matteotti, Terni
- 1968–1977: Lehrstuhl, Urbino
- 1979–1995: Sozialer Wohnungsbau, Venedig-Mazzorbo

## Ehrungen und Preise
- Ehrenbürger der Stadt Urbino (Cittadino Onorario della Città di Urbino)
- 1978: Aufnahme in die American Academy of Arts and Sciences
- 1988: Wolf Foundation Preis
- 1990: Fritz-Schumacher-Medaille

## Ehemalige Mitarbeiter
- Neven Mikac Fuchs